# Volvo B18

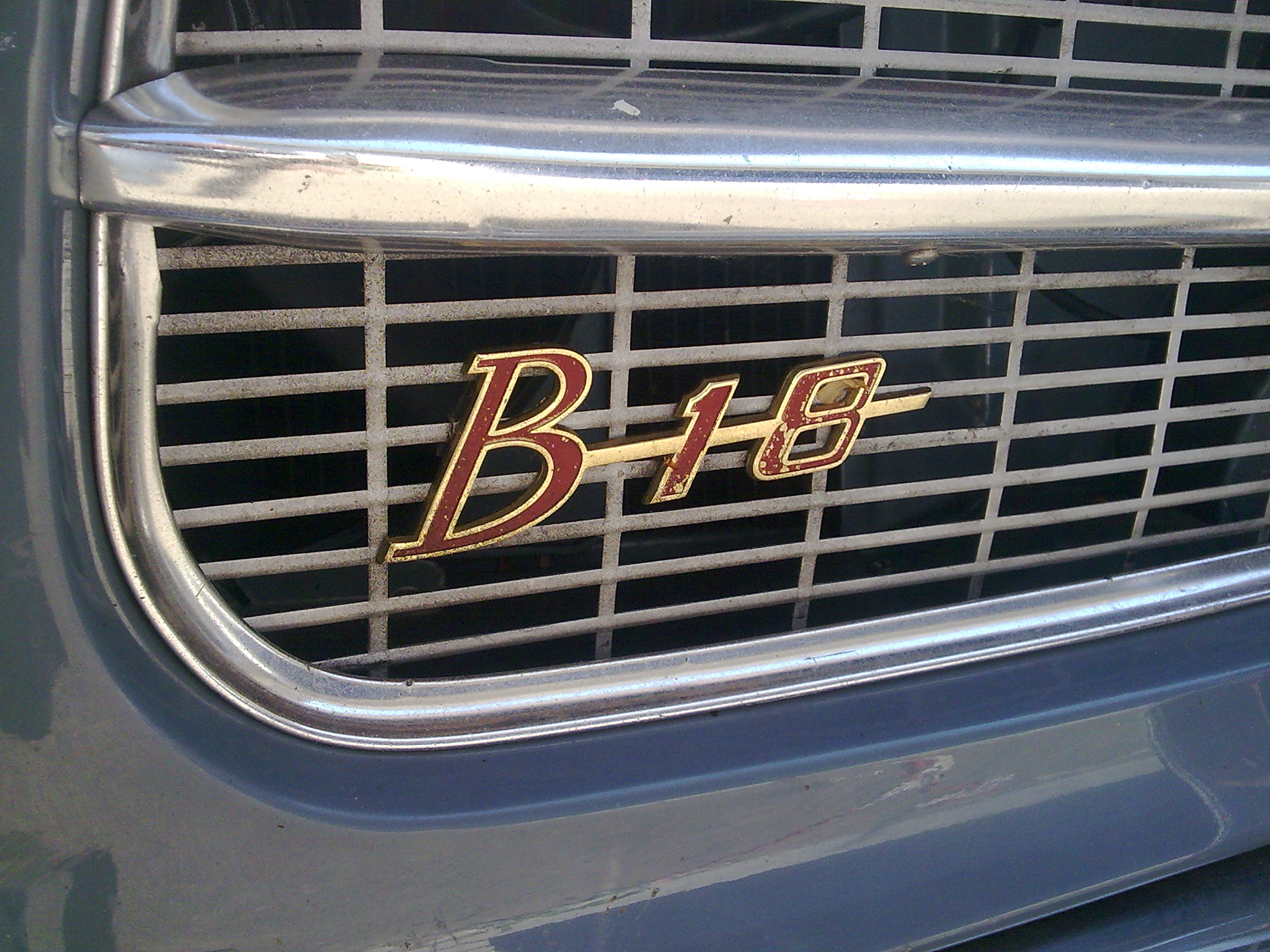
B18-emblem på en Amazon.

Volvo B18 är en rak 4-cylindrig stötstångsmotor med toppventiler som togs fram av Volvo.
Såväl motorblock som topplock är tillverkat i gjutjärn. Till skillnad från de tidigare motorerna B4B och B16, där vevaxeln hade tre ramlager, var B18:s vevaxel femlagrad, vilket gjorde motorn mera slitstark. 
Den lanserades 1961 i Volvo P1800 och kom året därpå även i Volvo PV 544, Duett, Amazon och senare också i 140-serien.
B18 är en slitstark motor - den innehar världsrekordet med en körsträcka på över 400 000 mil. B18 slutade tillverkas 1968 då den efterträddes av Volvo B20 vilket i princip är samma motor med större cylinderdiameter.
Övriga användningsområden är bland annat Personlastterrängbil 903, Bandvagn 202/203, olika marina utföranden och som drivkälla i diverse pumpar och andra anordningar.
Per Gillbrand, senare känd som motorkonstruktör åt Saab, var en av konstruktörerna bakom B18.

## Olika modeller av B18
- B18A typ 1 - förgasarmotor med enkel Zenith 36 VN förgasare, 64-68 hk DIN @ 4500 r/min.
- B18A typ 2 - förgasarmotor med enkel Zenith-Stromberg 175 CD-2S förgasare, 75 hk DIN @ 4700 r/min.
- B18B - förgasarmotor med dubbla SU-förgasare, 90-103 hk DIN
- B18C - förgasarmotor med sänkt kompression och centrifugalregulator för bl.a. traktorn Buster 320 bensin och skördetröska ST 257 och 280, 40 hk DIN/36 hk SAE @ 2500 r/min.
- B18D - förgasarmotor med dubbla SU-förgasare, 80-90 hk DIN
- Volvo Penta MB18 - marint uförande.